# Skałowo
Skałowo – wieś w Polsce położona w województwie wielkopolskim, w powiecie poznańskim, w gminie Kostrzyn.
W latach 1975–1998 miejscowość administracyjnie należała do województwa poznańskiego.
We wsi działa schronisko dla zwierząt otwarte w 2015 i obsługujące jedenaście gmin powiatu poznańskiego oraz gminę Nekla.
Zobacz też: Skałów